# Penalva (Brazilië)
Penalva is een gemeente in de Braziliaanse deelstaat Maranhão. De gemeente telt 34.907 inwoners (schatting 2009).
De gemeente grenst aan Monção, Pedro do Rosário, Viana en Cajari.